# André Testut
André Testut, född 13 april 1926 i Lyon, död 24 september 2005 i samma stad, var en fransk/-monegaskisk racerförare. 
Testut var anmäld till Monacos Grand Prix 1958 och 1959 men lyckades inte kvalificera sig i något av loppen.

## F1-karriär
| Säsong | Stall/Tillverkare                      | Poäng | Placering |
| ------ | -------------------------------------- | ----- | --------- |
| 1958   | André Testut (Maserati 250F)           | 0     | -         |
| 1959   | Monte Carlo Auto Sport (Maserati 250F) | 0     | -         |